# Brezová pod Bradlom
Brezová pod Bradlom – miasto na Słowacji w kraju trenczyńskim, w powiecie Myjava. W 2011 roku liczyło 5110 mieszkańców. Pierwsza wzmianka o miejscowości pochodzi z 1262 roku.

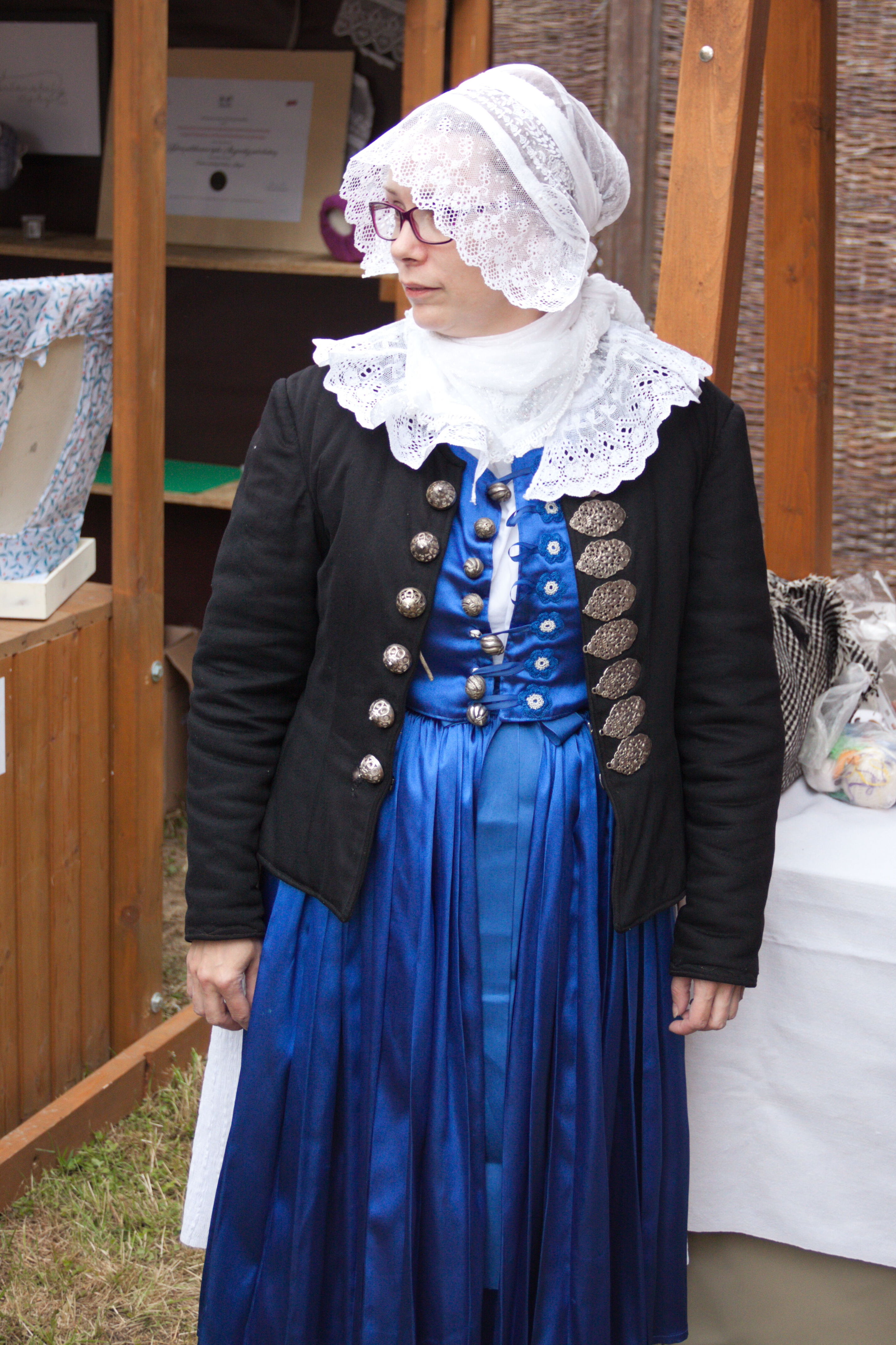
Koronczarka Ivana Markova w stroju regionalnym z Brezovej pod Bradlom.
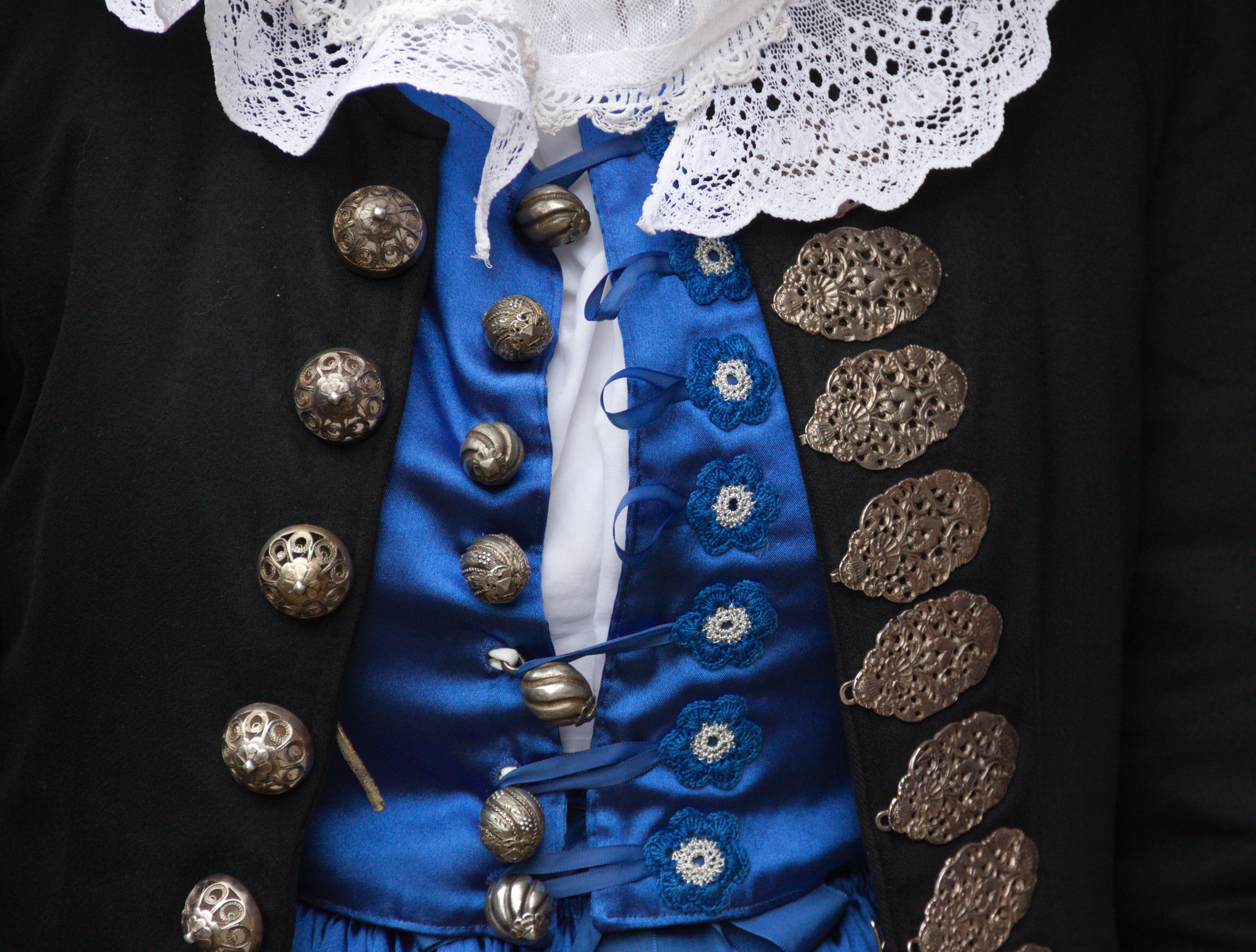
Strój regionalny - Brezova pod Bradlom, detal.